# Ansis Pūpols
Ansis Pūpols (ur. 24 marca 1975 w Rydze) – łotewski dziennikarz i polityk, poseł do Parlamentu Europejskiego IX kadencji.

## Życiorys
Ukończył w 2001 politologię na Uniwersytecie Łotwy. Pracował jako dziennikarz, a także dokumentalista. Został też dyrektorem organizacji pozarządowej z branży dziennikarskiej. Związany z ugrupowaniem Zjednoczenie Narodowe „Wszystko dla Łotwy!” – TB/LNNK. W 2019 bez powodzenia kandydował do Europarlamentu. Mandat posła IX kadencji objął jednak w maju 2024, wykonując go do końca kadencji w tym samym roku. W 2025 wybrany na radnego Rygi.